# Entanoneura
Entanoneura  (лат.) — род насекомых из семейства мантиспид отряда сетчатокрылых. 8 видов. Новый Свет: встречается от южной Мексики до северной Аргентины на юге своего ареала (и один найден в Китае). От близких родов отличается жёлтым цветом головы, на которой расположены поперечные коричневые полоски. На мезонотуме пара жёлтых полосок от основания крыльев к скутеллюму. Род был впервые выделен в 1910 году немецким энтомологом Гюнтером Эндерлайном (Günther Enderlein, 1872—1968. Таксон включают в состав номинативного подсемейства Mantispinae
.
- Entanoneura albertisii Navás, 1929[5]
- Entanoneura batesella (Westwood 1867)[6]
- Entanoneura brunneonigra Handschin 1960[7]
- Entanoneura costalis (Erichson, 1839)[8]
- Entanoneura feae Navás, 1929[5]
- Entanoneura januaria Navás, 1936[9]
- Entanoneura mariae (Navás, [1909])[10]
- Entanoneura sinica C.-k. Yang, 1999[11]